# Mecnur Çolak
Mecnur Çolak (ur. 7 sierpnia 1967 w Razgradzie, zm. 11 grudnia 2021) – turecki piłkarz bułgarskiego pochodzenia, występujący na pozycji napastnika.

## Kariera piłkarska
Çolak urodził się w Razgradzie, w rodzinie bułgarskich Turków. W latach 1985–1989 reprezentował Łudogorca Razgrad. W 1990 przeniósł się do Turcji, gdzie występował w Sarıyer GK, Fenerbahçe SK i Denizlisporze z pierwszego szczebla rozgrywek. W sezonie 1996/1997 przeniósł się do, występującego ligę niżej, klubu Adana Demirspor. W następnym sezonie zakończył karierę zawodniczą w Beykozsporze.
Zmarł 11 grudnia 2021 w Bułgarii, ze względu na krwotok śródmózgowy, wywołany powikłaniami po COVID-19.